# Yellowknife
Yellowknife ( /ˈjɛloʊnaɪf/; Dogrib : Sǫǫ̀mbak’è) es una ciudad de Canadá. Según el censo de 2021, tiene una población de 20 340 habitantes.
Es la capital, la única ciudad y la comunidad más grande de los Territorios del Noroeste. Está en la orilla norte del Gran Lago de los Esclavos, alrededor de 400 km al sur del círculo polar ártico, en el lado oeste de la bahía de Yellowknife, cerca de la desembocadura del río Yellowknife.
Yellowknife y sus cuerpos de agua circundantes recibieron el nombre de la tribu local de los dene, que eran conocidos como los Copper indians (indios del Cobre) o "indios de Yellowknife". En el pasado se dedicaban a comerciar con depósitos de cobre cerca de la costa ártica y hoy están organizados como una de las bandas indias de las Naciones originarias.
La población de Yellowknife es étnicamente mixta. De los once idiomas oficiales de los Territorios del Noroeste, cinco se hablan en cantidades significativas en Yellowknife: el idioma dené suliné, el dogrib, el slave del Norte y del Sur, el inglés y el francés. En el idioma dogrib, la ciudad se conoce como Sǫ̀mbak'è (Som-ba Kay) ("donde está el dinero"). la población indígena de Yellowknive vive fundamentalmente en comunidades adyacentes, como Ndilǫ y Dettah.
Se considera que el asentamiento de Yellowknife se fundó en 1934, después de que se encontrase oro en la zona, aunque la actividad comercial en el área actual frente al mar no comenzó hasta 1936. Yellowknife se convirtió rápidamente en el centro de la actividad económica del los Territorios del Noroeste, de los que fue nombrada capital en 1967. A medida que la producción de oro comenzó a disminuir, Yellowknife pasó de ser una ciudad minera a un centro de servicios gubernamentales en la década de 1980. Sin embargo, con el descubrimiento de diamantes al norte de la ciudad en 1991, este cambio comenzó a revertirse. En los últimos años, el turismo, el transporte y las comunicaciones también han surgido como industrias importantes de Yellowknife.

## Historia
El territorio en el que se ubica la ciudad era la patria original de los indios dene o indios de Yellowknife, una de las Naciones Originarias de Canadá. En la década de 1930, tenían un asentamiento en un punto de tierra en el lado oriental de la bahía de Yellowknife, Dettah. El área municipal actual de Yellowknife fue ocupada por buscadores que se aventuraron en la región a mediados de la década de 1930.
Un explorador de oro en Klondike, E. A. Blakeney, hizo el primer descubrimiento de oro en el territorio de Yellowknife Bay en 1898. El descubrimiento se consideró poco importante en aquellos días debido a la Fiebre del oro de Klondike y también porque el Gran Lago de los Esclavos estaba demasiado lejos para llamar la atención.
A finales de la década de 1920, los aviones se utilizaron por primera vez para explorar las regiones árticas de Canadá. Se descubrieron muestras de uranio y plata en el Gran Lago del Oso a principios de la década de 1930, y los buscadores comenzaron a desplegarse para encontrar metales adicionales. En 1933, dos buscadores, Herb Dixon y Johnny Baker, navegaron en canoa por el río Yellowknife desde Great Bear Lake para buscar posibles depósitos minerales. Encontraron muestras de oro en el lago Quyta, a unos 30 km río arriba del Yellowknife y algunas muestras adicionales en Homer Lake.

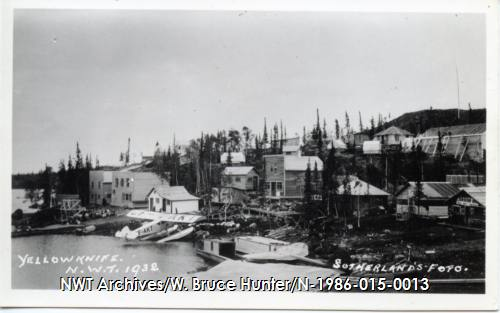
Yellowknife de Back Bay. En la década de 1930, en la zona vivían varios buscadores de oro.

Al año siguiente, Johnny Baker regresó como parte de un equipo más grande, para desarrollar los hallazgos de oro anteriores y buscar más. Se encontró oro en el lado oriental de la bahía de Yellowknife en 1934 y se desarrolló la mina Burwash, que estuvo poco tiempo abierta. En el otoño de 1935, cuando los geólogos del gobierno descubrieron oro con unas condiciones de explotación más favorables en el lado oeste de la bahía de Yellowknife, se produjo una pequeña avalancha de apuestas. De 1935 a 1937, un buscador y trampero llamado Winslow C. Ranney apostó por la zona entre David Lake y Rater Lake con pocos resultados comerciales. La colina cercana conocida como Ranney Hill es su homónima y hoy en día es un popular destino de senderismo. La mina de Con Mine fue el depósito de oro más impresionante y su desarrollo generó tanto entusiasmo que llevó a crear el primer asentamiento de Yellowknife en 1936-1937. Algunas de las primeras empresas fueron Corona Inn, Weaver & Devore Trading, Yellowknife Supplies and Post Office y The Wildcat Cafe. Con Mine entró en producción el 5 de septiembre de 1938. Yellowknife floreció en el verano de 1938 y se establecieron muchas empresas nuevas, tales como el Banco de Comercio Canadiense, la Compañía de la Bahía de Hudson, el primer hotel de Vic Ingraham, la Farmacia Sutherland y una sala de billar.
La población de Yellowknife creció rápidamente hasta alcanzar los 1.000 habitantes en 1940, y en 1942 cinco minas de oro operaban en la región de Yellowknife. Sin embargo, en 1944, la producción de oro se había detenido, ya que se necesitaban hombres por el esfuerzo bélico. En 1944, un programa de exploración en la propiedad de Giant Mine, en el extremo septentrional de la ciudad, había sugerido que allí había un depósito de oro considerable. Este nuevo hallazgo dio lugar a una avalancha masiva de inversiones en Yellowknife durante la posguerra. También resultó en nuevos descubrimientos en Con Mine, lo que extendió en gran medida la vida útil de la mina. El municipio de Yellowknife se expandió desde el paseo marítimo de Old Town (Ciudad Vieja), y el nuevo municipio quedó establecido entre 1945 y 1946. La mina Discovery, con su propio municipio, operaba a 81 km al noreste de Yellowknife entre 1950 y 1969.

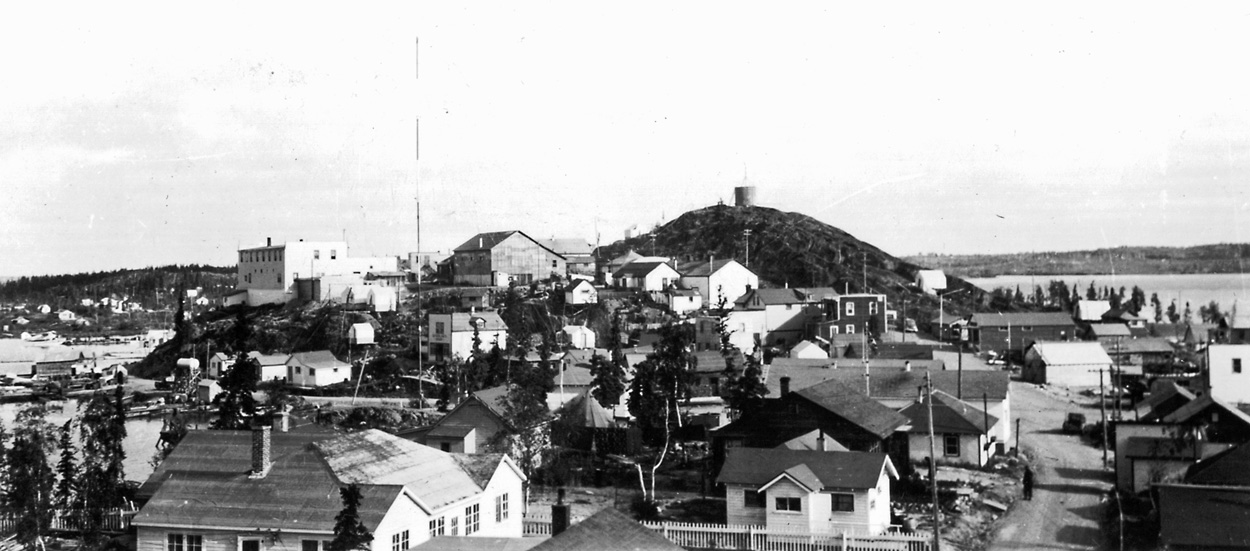
Yellowknife a mediados del ; la comunidad se incorporó como municipio en 1953.

Entre 1939 y 1953, Yellowknife fue controlado por el departamento de Asuntos del Norte (ahora Asuntos Indígenas y del Norte de Canadá) del Gobierno de Canadá. Durante esta época, tomaba las decisiones un pequeño consejo, parcialmente elegido y parcialmente designado. En 1953, Yellowknife había crecido tanto que se convirtió en un municipio, con su propio consejo y ayuntamiento. El primer alcalde de Yellowknife fue Jock McNiven. En septiembre de 1967, Yellowknife se convirtió oficialmente en la capital de los Territorios del Noroeste. Este importante nuevo estado provocó lo que se ha denominado el tercer auge de Yellowknife. Se establecieron nuevas subdivisiones para albergar una afluencia de trabajadores gubernamentales.
En 1978, el satélite soviético de propulsión nuclear Kosmos 954 se estrelló contra la Tierra cerca de Yellowknife. No hay constancia de que hubiese víctimas, aunque una pequeña cantidad de combustible nuclear radiactivo se liberó al medio ambiente, y la Operación Luz de la Mañana, un intento de recuperarlo, solo tuvo un éxito parcial.
Una nueva fiebre minera y el cuarto boom de la construcción de Yellowknife comenzaron con el descubrimiento de diamantes a 300 km norte de la ciudad en 1991. La última de las minas de oro en Yellowknife cerró en 2004. Hoy, Yellowknife es principalmente una ciudad gubernamental y un centro de servicios para las minas de diamantes. El 1 de abril de 1999, sus competencias como capital de los Territorios del Noroeste (NWT, en sus siglas en inglés), se redujeron, cuando el territorio de Nunavut se separó de los NWT. Como resultado, la jurisdicción de esa región de Canadá se transfirió a la nueva capital de Nunavut, Iqaluit. En consecuencia, Yellowknife perdió su posición como la capital canadiense con la población más pequeña, en beneficio de Iqaluit.

### Incendios forestales de 2023
El 16 de agosto de 2023, el gobierno territorial comenzó a evacuar Yellowknife cuando los incendios forestales se acercaban a la ciudad y se temió que la A3, la autopista de Yellowknife, que es la carretera principal que conduce a la ciudad, pronto fuera inaccesible. El gobierno también trabajó con residentes sin hogar para ayudarlos a ser evacuados.
Air Canada y WestJet fueron inicialmente criticadas por sus altos precios y tarifas de cancelación no exentas para vuelos hacia y desde Yellowknife, pero desde entonces han cambiado sus políticas para aliviar la carga financiera de los evacuados. Ambas aerolíneas también aumentarán el número de vuelos a Yellowknife.
El humo de los 236 incendios forestales activos en los Territorios del Noroeste se extendió rápidamente por todo Canadá debido a las fuertes rachas de viento, y los periodistas los compararon con los incendios forestales de Hawái de 2023, que igualmente se iniciaron en un ambiente seco y ventoso. A fecha 17 de agosto de 2023, el incendio tenía un tamaño de 162.936 ha (402.620 acres), y se hallaba a 16 km (9,9 millas) de distancia de la ciudad.
El 19 de agosto de 2023, el 87 por ciento de la ciudad fue evacuada a las 6:58 am (hora local), quedando solo 2.600 de los 20.000 pobladores originales, mil de los cuales eran trabajadores esenciales. La primera ministra de los Territorios del Noroeste, Caroline Cochrane, anunció que había sido evacuada a Alberta para evitar ocupar un espacio en uno de los últimos aviones en salir.
La orden de evacuación fue rescindida el 6 de septiembre y los residentes de Yellowknife comenzaron a regresar ese mismo día. Se estima que el 8 de septiembre mil personas ya habían regresado a casa en avión.

## Geografía

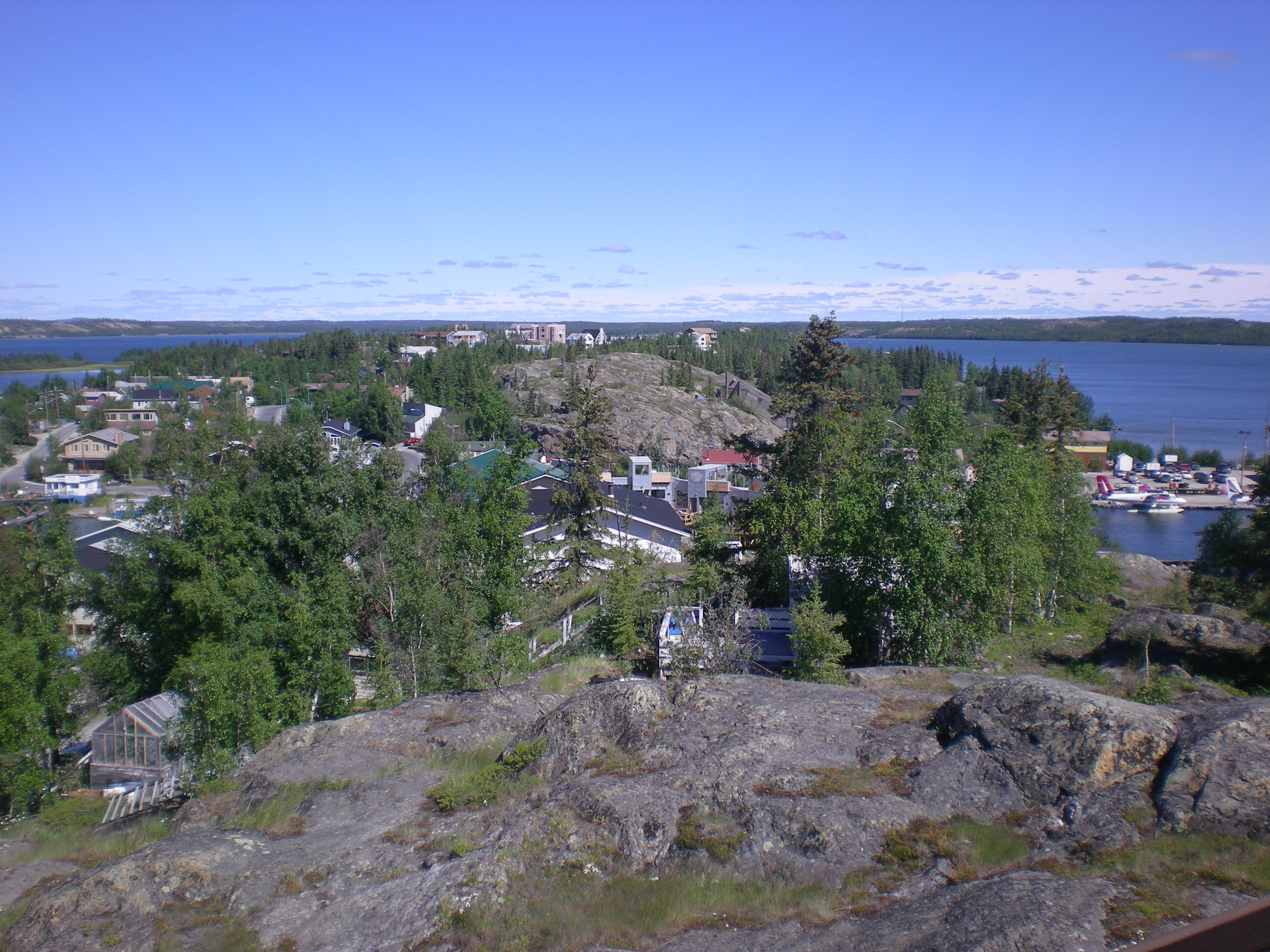
Yellowknife se redujo a roca durante el último período glacial, lo que hizo que el paisaje fuera muy rocoso y ligeramente ondulado, con muchos lagos pequeños.

Yellowknife se encuentra en el Escudo Canadiense, que se redujo a roca durante la última edad de hielo. El paisaje circundante es muy rocoso y ligeramente ondulado, con muchos lagos pequeños además del lago Great Slave más grande. Los árboles como el abeto y el abedul son abundantes en el área, al igual que los arbustos más pequeños, pero también hay muchas áreas de roca relativamente desnuda con líquenes. La alta latitud de Yellowknife provoca una gran variación entre el día y la noche. Las horas de luz varían de cinco horas de luz en diciembre a 20 horas en junio. El crepúsculo dura toda la noche desde finales de mayo hasta mediados de julio.

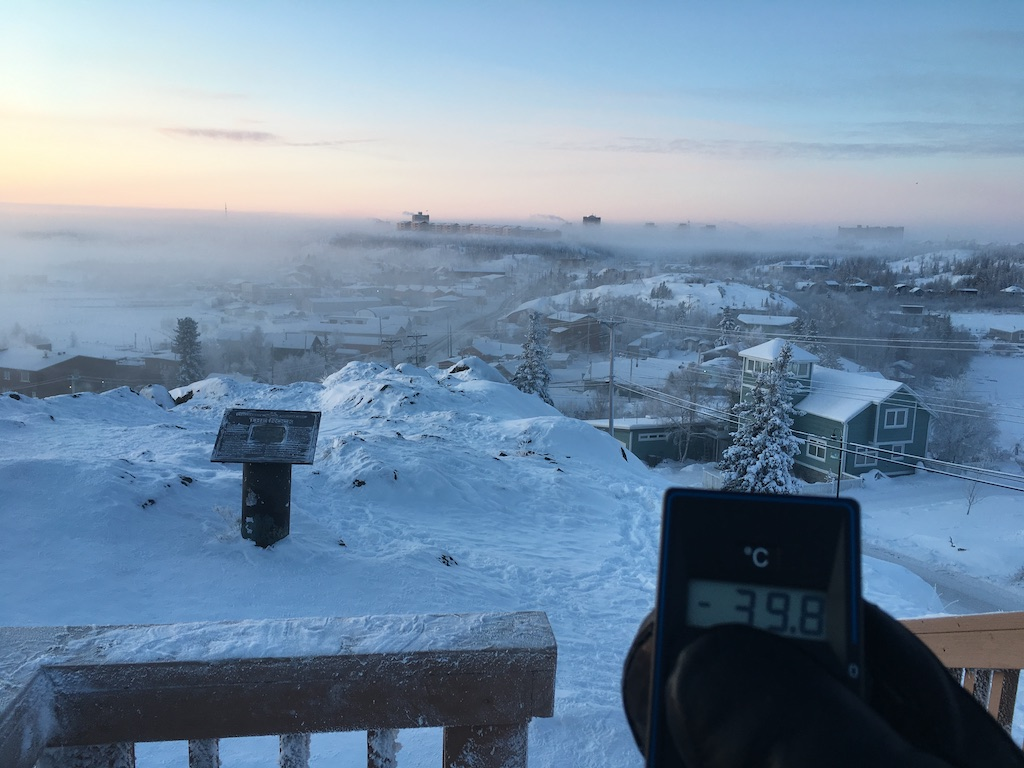
Se puede desarrollar una densa niebla de hielo en las mañanas más frías de invierno

Yellowknife tiene un clima subártico continental ( Köppen : Dfc ). Aunque el invierno es predominantemente polar, las olas de calor rápidas emergen en la cima del verano debido al inmenso camino hacia el sur. La ciudad tiene un promedio de menos de 300 milímetros (11,8 plg) de precipitación anual, ya que se encuentra a la sombra de lluvia de las cadenas montañosas al oeste. Debido a su ubicación en Great Slave Lake, Yellowknife tiene una temporada de crecimiento libre de heladas que promedia un poco más de 100 días. En un año ocasional, la primera helada de otoño no llega hasta octubre. La mayor parte de la precipitación limitada cae entre junio y octubre, siendo abril el mes más seco del año y agosto con la mayor cantidad de precipitaciones. La nieve que cae en invierno se acumula en el suelo hasta el deshielo primaveral.
Yellowknife experimenta inviernos muy fríos y veranos suaves a cálidos. La temperatura media en enero es de alrededor de −26 °C y 17 °C en julio. Según Environment Canada, Yellowknife tiene el verano más soleado del país, con un promedio de 1.034 horas de junio a agosto. La temperatura más baja jamás registrada en Yellowknife fue −51,2 °C el 31 de enero de 1947, y la más alta fue de 32,5 °C el 16 de julio de 1989. Yellowknife tiene un promedio de 2256.5 horas de sol brillante al año o el 43,5% de las posibles horas de luz diurna, que van desde un mínimo del 15,4% en diciembre hasta un máximo del 63,0% en junio. Debido a sus cálidas temperaturas de verano, Yellowknife está muy por debajo del límite del bosque del Ártico en marcado contraste con las áreas más al este de Canadá en paralelos similares.
En 2014, Environment Canada clasificó a Yellowknife por tener el invierno más frío y la temporada de nieve más larga de todas las ciudades de Canadá, al tiempo que experimentó la primavera y el verano más soleados de cualquier ciudad de Canadá.

### Paisaje urbano

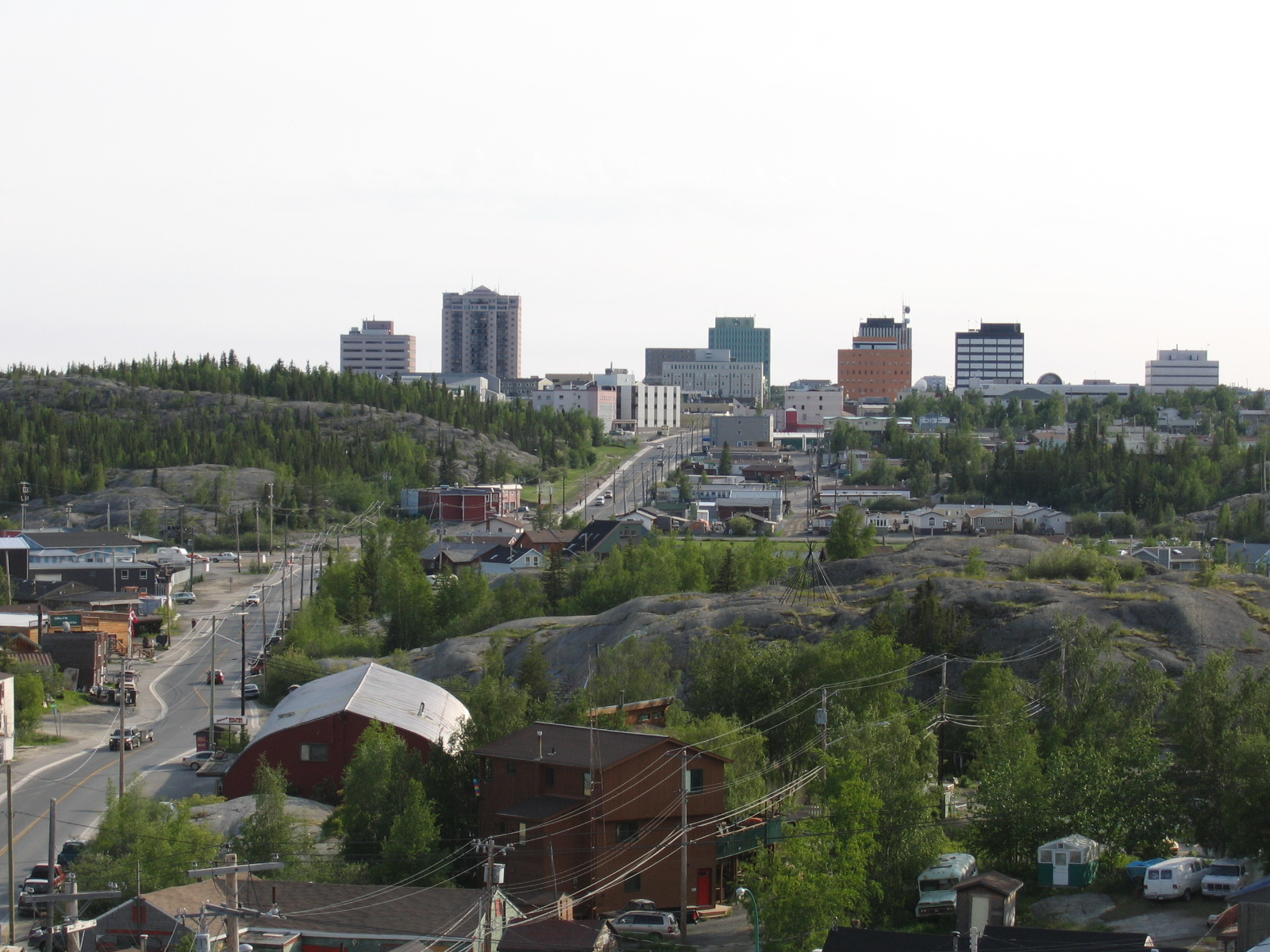
El centro de Yellowknife alberga la mayor parte de la actividad comercial de la ciudad.

Yellowknife, como la mayoría de los otros centros urbanos, tiene distintas áreas comerciales, industriales y residenciales. Frame Lake, Niven Lake, Range Lake y Old Town son los sectores residenciales, y parte de la población vive en rascacielos en el centro de la ciudad. El lago Niven es la única área en desarrollo y expansión activos. El centro de Yellowknife alberga la mayor parte de la actividad comercial de la ciudad, aunque existen algunas tiendas minoristas en Range Lake. La actividad industrial se limita a las subdivisiones del lago Kam y del aeropuerto.

#### Casas flotantes
La isla Jolliffe se encuentra en la bahía de Yellowknife y es un terreno público bajo la jurisdicción de la ciudad de Yellowknife después de la compra de un terreno cuando Imperial Oil abandonó el sitio. La isla está rodeada por una comunidad de casas flotantes, donde la gente ha estado viviendo fuera de la red desde 1978. Su relación con la ciudad es compleja y, a menudo, tensa ya que las casas flotantes son populares entre los turistas, pero al mismo tiempo sus residentes viven fuera de la jurisdicción fiscal de la ciudad mientras siguen utilizando los servicios de la ciudad, lo que lleva a demandas y tensiones con la ciudad de Yellowknife.

## Gobierno

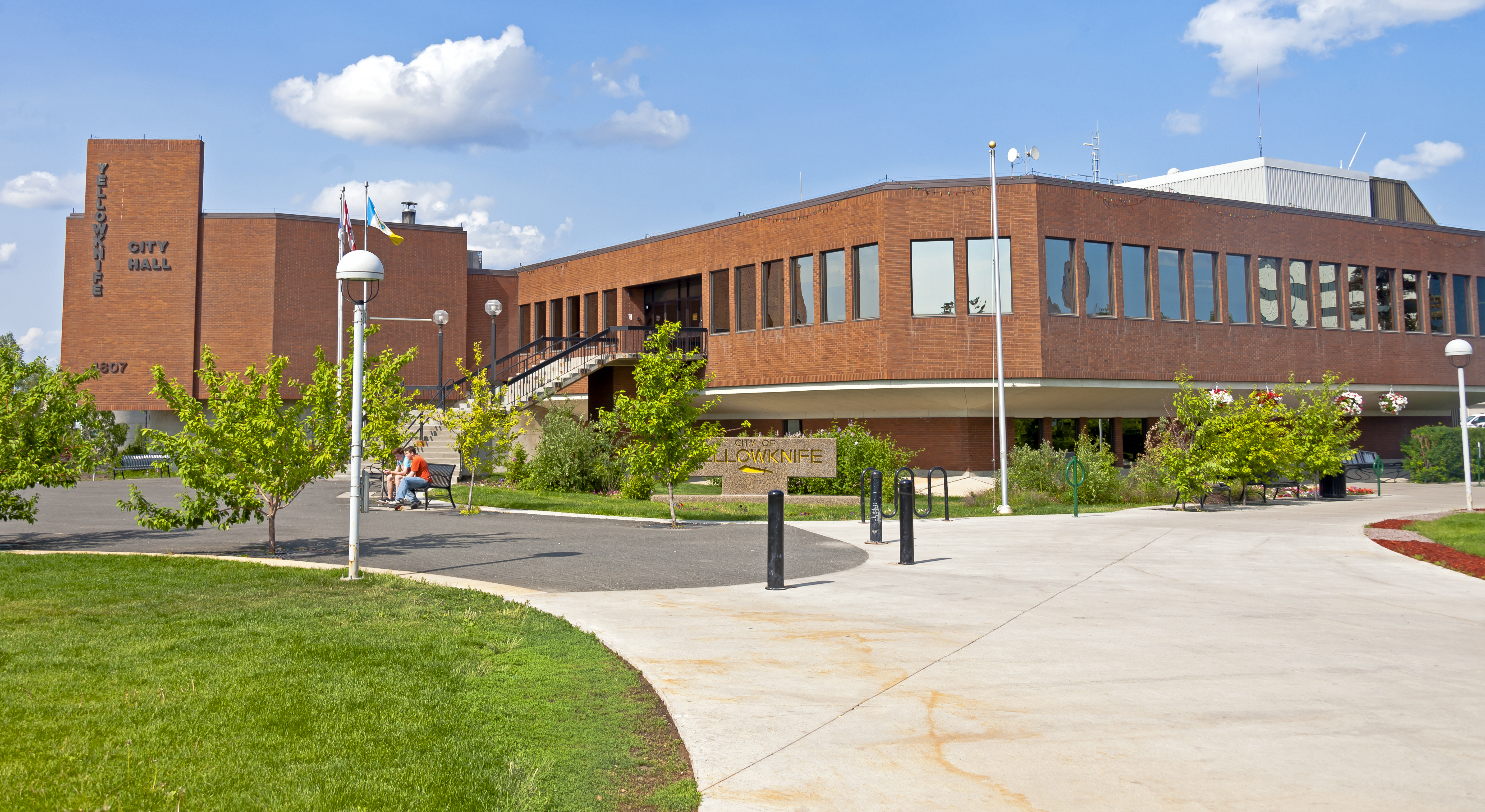
El Ayuntamiento de Yellowknife es la sede del gobierno municipal.

Yellowknife tiene un sistema de gobierno municipal y está gobernado por el Ayuntamiento de Yellowknife, que consta de un alcalde electo y ocho concejales. El Gobierno de los Territorios del Noroeste delega poderes en el municipio a través de leyes y reglamentos. Las reuniones del Consejo se llevan a cabo en las Cámaras del Consejo en el Ayuntamiento el segundo y cuarto lunes de cada mes y están abiertas al público. Las elecciones municipales se celebran cada tres años. La actual alcaldesa de Yellowknife es Rebecca Alty, quien sucedió a Mark Heyck en 2018. Alty fue elegido el 16 de octubre de 2018 y juró el 5 de noviembre.
Yellowknife está representada en el gobierno territorial por siete de los 19 Miembros de la Asamblea Legislativa de los Territorios del Noroeste (MLA). Estos MLA se eligen cada cuatro años y se ubican en el Edificio Legislativo de los Territorios del Noroeste, ubicado en Yellowknife. Los MLA eligen al presidente de la Cámara, así como a seis ministros del gabinete y al primer ministro, que forma el gabinete. Además, el gobierno federal designa a un comisionado para que desempeñe un papel similar al del vicegobernador. Los Territorios del Noroeste es una de las dos únicas jurisdicciones federales, provinciales o territoriales en Canadá que operan bajo un sistema de consenso de gobierno.
Los Territorios del Noroeste se encuentran en el escenario electoral federal de los Territorios del Noroeste y tienen un representante en el Parlamento, Michael McLeod, y una senadora, Margaret Dawn Anderson. En Yellowknife se encuentran siete de los 19 distritos electorales que hay en los Territorios del Noroeste: Frame Lake, Great Slave, Kam Lake, Range Lake, Yellowknife Center, Yellowknife North y Yellowknife South.

## Clima
| Parámetros climáticos promedio de Yellowknife                 | Parámetros climáticos promedio de Yellowknife | Parámetros climáticos promedio de Yellowknife | Parámetros climáticos promedio de Yellowknife | Parámetros climáticos promedio de Yellowknife | Parámetros climáticos promedio de Yellowknife | Parámetros climáticos promedio de Yellowknife | Parámetros climáticos promedio de Yellowknife | Parámetros climáticos promedio de Yellowknife | Parámetros climáticos promedio de Yellowknife | Parámetros climáticos promedio de Yellowknife | Parámetros climáticos promedio de Yellowknife | Parámetros climáticos promedio de Yellowknife | Parámetros climáticos promedio de Yellowknife |
| Mes                                                           | Ene.                                          | Feb.                                          | Mar.                                          | Abr.                                          | May.                                          | Jun.                                          | Jul.                                          | Ago.                                          | Sep.                                          | Oct.                                          | Nov.                                          | Dic.                                          | Anual                                         |
| ------------------------------------------------------------- | --------------------------------------------- | --------------------------------------------- | --------------------------------------------- | --------------------------------------------- | --------------------------------------------- | --------------------------------------------- | --------------------------------------------- | --------------------------------------------- | --------------------------------------------- | --------------------------------------------- | --------------------------------------------- | --------------------------------------------- | --------------------------------------------- |
| Temp. máx. abs. (°C)                                          | 3.4                                           | 6.2                                           | 9.3                                           | 20.4                                          | 26.3                                          | 31.1                                          | 32.5                                          | 30.9                                          | 26.1                                          | 19.0                                          | 7.8                                           | 2.8                                           | 32.5                                          |
| Temp. máx. media (°C)                                         | -21.6                                         | -18.1                                         | -10.8                                         | 0.4                                           | 9.7                                           | 18.1                                          | 21.3                                          | 18.1                                          | 10.4                                          | 0.9                                           | -10.0                                         | -17.8                                         | 0.0                                           |
| Temp. media (°C)                                              | -25.6                                         | -22.9                                         | -16.8                                         | -5.3                                          | 4.6                                           | 13.3                                          | 17.0                                          | 14.2                                          | 7.2                                           | -1.7                                          | -13.7                                         | -21.8                                         | -4.3                                          |
| Temp. mín. media (°C)                                         | -29.5                                         | -27.5                                         | -22.7                                         | -11.0                                         | -0.5                                          | 8.5                                           | 12.6                                          | 10.2                                          | 4.0                                           | -4.2                                          | -17.5                                         | -25.7                                         | -8.6                                          |
| Temp. mín. abs. (°C)                                          | -51.2                                         | -51.2                                         | -43.3                                         | -40.6                                         | -22.8                                         | -4.4                                          | 0.6                                           | -0.6                                          | -9.7                                          | -28.9                                         | -44.4                                         | -48.3                                         | -51.2                                         |
| Precipitación total (mm)                                      | 14.3                                          | 14.1                                          | 13.9                                          | 11.3                                          | 18.4                                          | 28.9                                          | 40.8                                          | 39.3                                          | 36.3                                          | 30.3                                          | 24.8                                          | 16.2                                          | 288.6                                         |
| Lluvias (mm)                                                  | 0.1                                           | 0.0                                           | 0.2                                           | 2.5                                           | 13.8                                          | 28.9                                          | 40.8                                          | 39.2                                          | 32.7                                          | 12.1                                          | 0.3                                           | 0.2                                           | 170.7                                         |
| Nevadas (cm)                                                  | 19.7                                          | 20.0                                          | 18.5                                          | 10.3                                          | 4.7                                           | 0.0                                           | 0.0                                           | 0.1                                           | 3.5                                           | 20.9                                          | 36.5                                          | 23.5                                          | 157.6                                         |
| Días de precipitaciones (≥ 0.2 mm)                            | 10.7                                          | 10.0                                          | 8.4                                           | 5.0                                           | 6.6                                           | 7.6                                           | 9.6                                           | 10.5                                          | 11.2                                          | 13.4                                          | 14.4                                          | 11.2                                          | 118.5                                         |
| Días de lluvias (≥ 0.2 mm)                                    | 0.2                                           | 0.1                                           | 0.3                                           | 1.2                                           | 5.3                                           | 7.5                                           | 9.6                                           | 10.4                                          | 10.6                                          | 5.5                                           | 0.6                                           | 0.2                                           | 51.3                                          |
| Días de nevadas (≥ 0.2 cm)                                    | 11.9                                          | 11.0                                          | 9.2                                           | 4.4                                           | 2.1                                           | 0.1                                           | 0.0                                           | 0.1                                           | 1.2                                           | 10.0                                          | 16.0                                          | 12.8                                          | 78.6                                          |
| Horas de sol                                                  | 23.6                                          | 107.3                                         | 188.4                                         | 276.4                                         | 335.7                                         | 373.8                                         | 358.0                                         | 276.2                                         | 157.7                                         | 65.0                                          | 42.7                                          | 16.6                                          | 2256.5                                        |
| Humedad relativa (%)                                          | 64.6                                          | 61.6                                          | 54.7                                          | 52.5                                          | 45.9                                          | 45.2                                          | 47.9                                          | 55.7                                          | 64.7                                          | 75.2                                          | 77.8                                          | 69.2                                          | 59.6                                          |
| Fuente: Environment Canada Canadian Climate Normals 1981–2010 |                                               |                                               |                                               |                                               |                                               |                                               |                                               |                                               |                                               |                                               |                                               |                                               |                                               |

## Economía

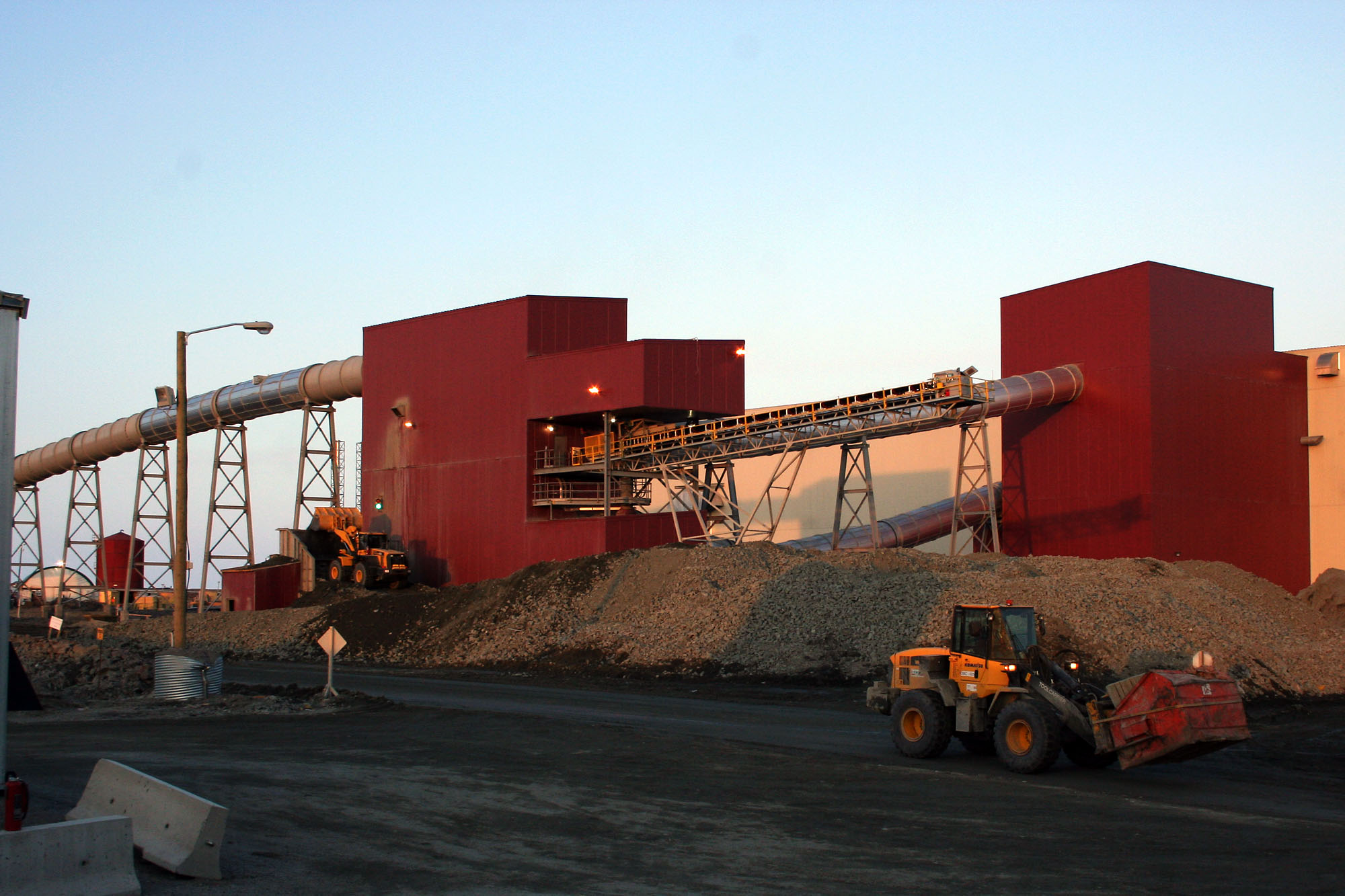
Plantas de procesamiento en la mina de diamantes Snap Lake, ubicada a 220 km al noreste de Yellowknife. La economía de Yellowknife se recuperó en la década de 1990 debido a una serie de minas de diamantes ubicadas fuera de la ciudad.

Como la ciudad más grande de los Territorios del Noroeste, Yellowknife es el centro de la minería, la industria, el transporte, las comunicaciones, la educación, la salud, el turismo, el comercio y la actividad gubernamental en el territorio. Históricamente, el crecimiento económico de Yellowknife provino de la minería de oro y más tarde del gobierno; sin embargo, debido a la caída de los precios del oro y al aumento de los costos operativos, la mina de oro final cerró en 2004, marcando un punto de inflexión para la economía de Yellowknife.
Después de una recesión en la década de 1990 durante el cierre de las minas de oro y la reducción de la fuerza laboral del gobierno en 1999, la economía de Yellowknife se ha recuperado, en gran parte debido al auge de los diamantes; La mina de diamantes Ekati , propiedad de BHP Billiton (vendida a Dominion Diamond Corporation en 2013) y operada por ella, se inauguró en 1998. Una segunda mina, Diavik Diamond Mine, comenzó a producir en 2003. La producción de las dos minas operativas en 2004 fue de 2523 kg, valorado en más de 2100 millones de dólares canadienses. Esto ubicó a Canadá en el tercer lugar en la producción mundial de diamantes por valor y el sexto por peso. Una tercera mina, Snap Lake Diamond Mine, propiedad de De Beers, recibió la aprobación final y la financiación en 2005 y entró en producción en 2007. De Beers también solicitó en 2005 un permiso para abrir el Proyecto de la mina de diamantes Gahcho Kue en la propiedad antes conocida como Kennady Lake. La mina se inauguró oficialmente el 20 de septiembre de 2016 y comenzó la producción comercial en marzo de 2017. Asimismo, el crecimiento y la expansión en los sectores de exploración y desarrollo de gas natural ha contribuido a este crecimiento. El crecimiento económico en los Territorios del Noroeste fue del 10,6 por ciento en 2003.

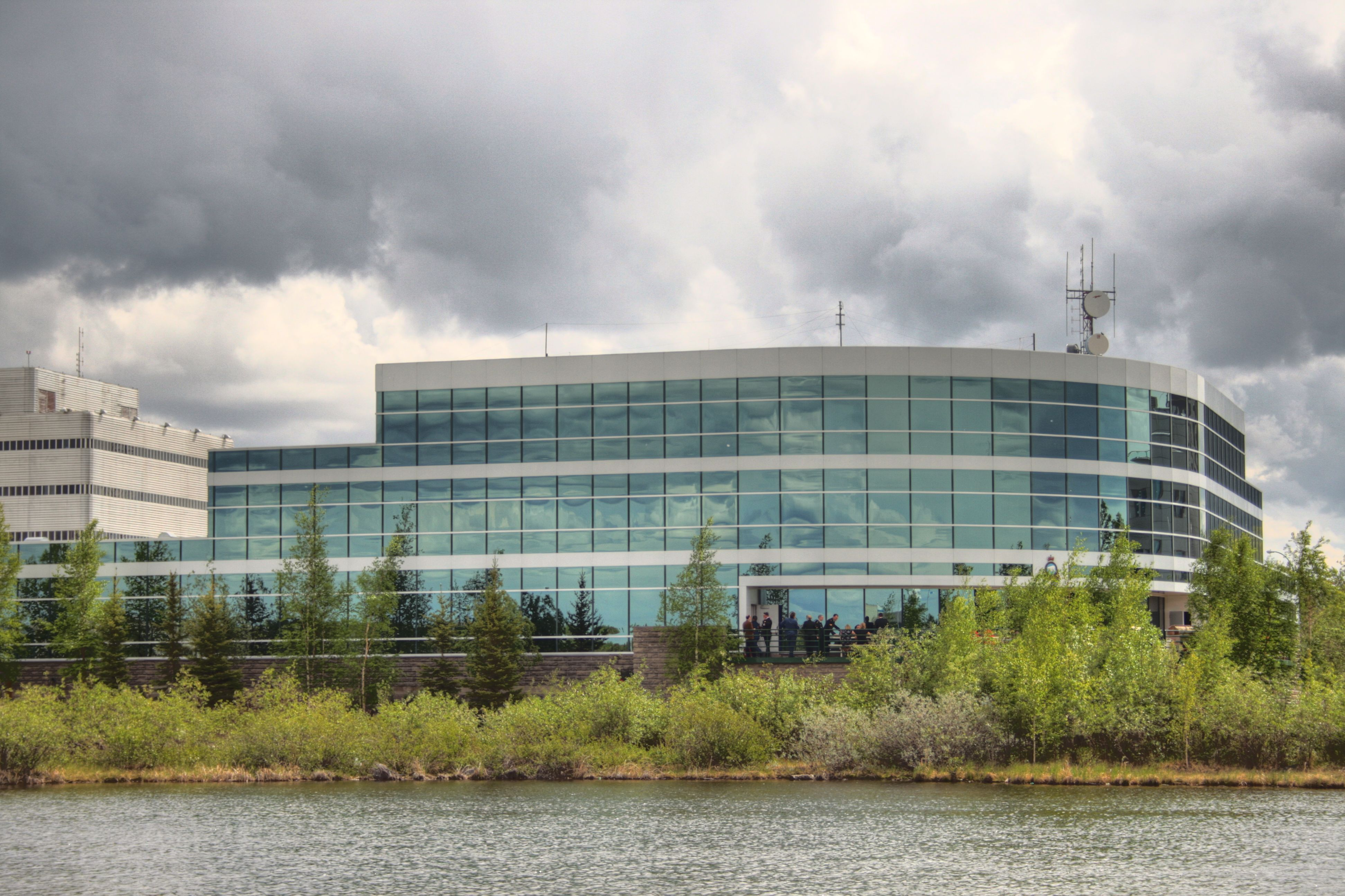
El edificio del Departamento de Defensa Nacional en Yellowknife. El gobierno federal se encuentra entre los empleadores más grandes de Yellowknife.

Los principales empleadores en Yellowknife incluyen el Gobierno Territorial, el Gobierno Federal, Diavik Diamond Mines, Dominion Diamonds, DeBeers Canada, First Air, NorthwesTel, RTL Robinson Trucking y la Ciudad de Yellowknife. El empleo en el gobierno representa 7,644 puestos de trabajo, un gran porcentaje de los de Yellowknife. Durante el invierno, Tibbitt to Contwoyto Winter Road se abre al tráfico de camiones semirremolques para llevar suministros desde Yellowknife hacia el norte a varias minas ubicadas en los Territorios del Noroeste y Nunavut. Esta carretera de hielo suele estar abierta desde finales de enero hasta finales de marzo o principios de abril, y Yellowknife se convierte en el punto de envío de la gran cantidad de conductores de camiones que vienen al norte para conducir por las carreteras de hielo. Durante la temporada 2007 de Ice Road, varios conductores aparecieron en la serie de televisión History Channel Ice Road Truckers.
El turismo es la industria renovable más grande en el NWT y Yellowknife es el principal punto de entrada para los visitantes. Muchos turistas vienen a experimentar el clima del norte y el estilo de vida tradicional, así como a ver la aurora. En 2004-2005, los visitantes del territorio gastaron 100,5 millones de dólares canadienses.

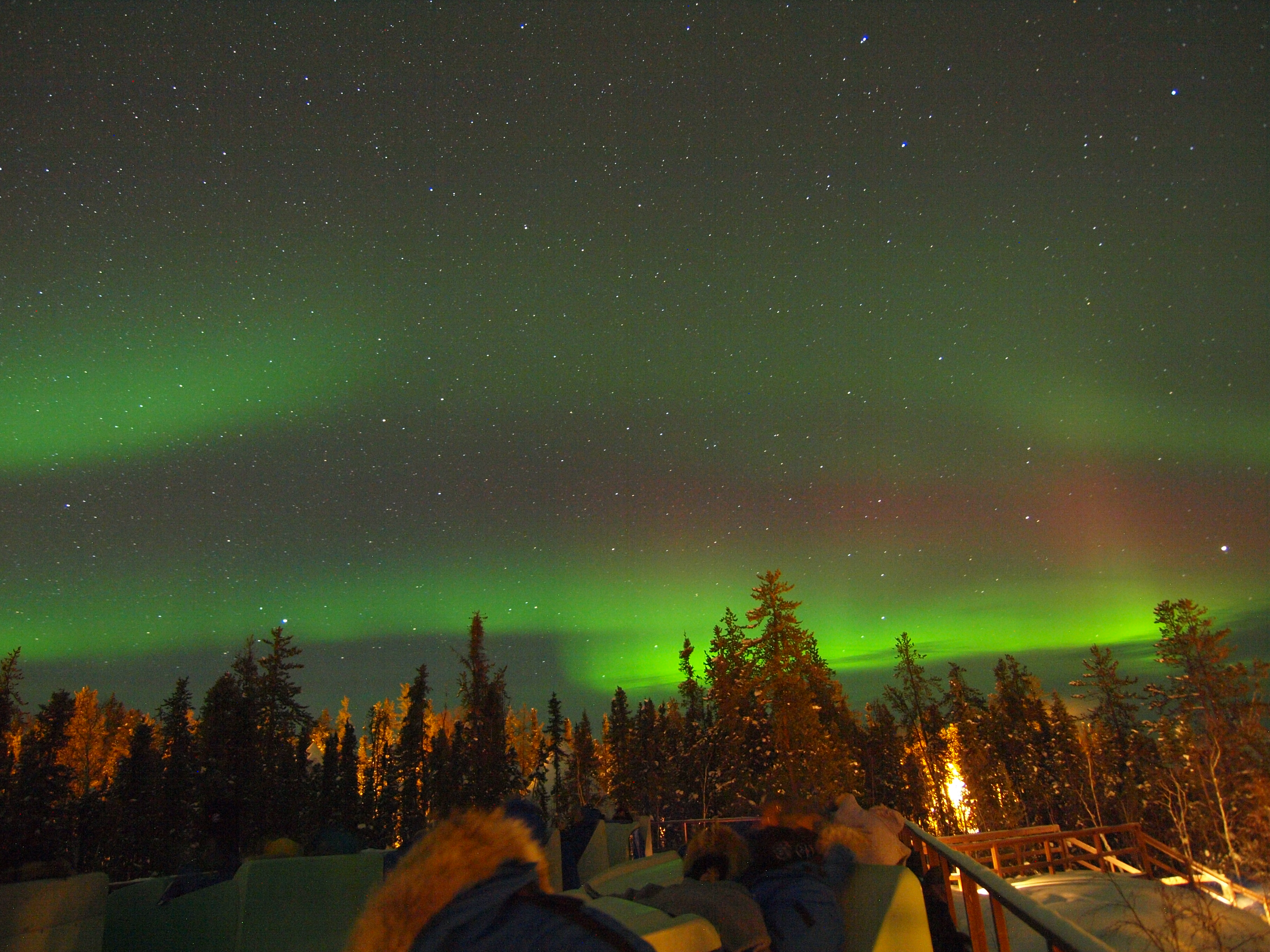
Aurora boreal sobre Yellowknife

La ciudad de Yellowknife recauda el 50% de sus ingresos operativos a través de impuestos a la propiedad. Tanto el Distrito Educativo N.º 1 de Yellowknife como la Junta Escolar Católica de Yellowknife también recaudan una parte de sus ingresos operativos a través de los impuestos a la propiedad. Los impuestos a la propiedad en Yellowknife se calculan a través de la tasación de la propiedad y las tarifas municipales y educativas. Las tarifas de las acerías en 2005 fueron 13,84 (residencial) y 19,87 (comercial).
Canadian North, una aerolínea regional, tenía su sede en Yellowknife, en la Northwest Tower en el centro de la ciudad. La aerolínea anunció que cuando su contrato de arrendamiento expirara a fines de agosto de 2013, la aerolínea desocupará la oficina y la trasladará junto con 20 empleados fuera de Yellowknife. La aerolínea ahora tiene su sede en Calgary.

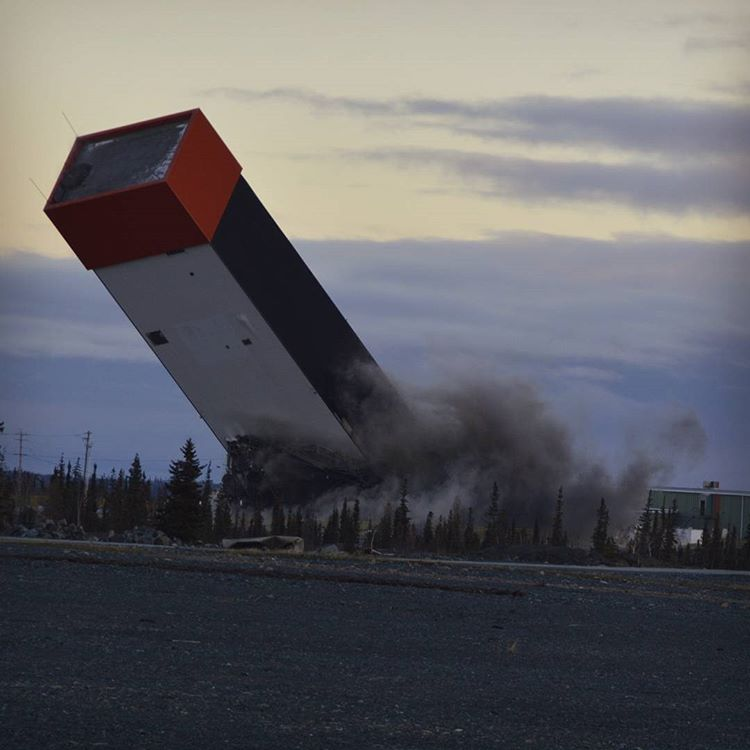
Demolición del cabezal en Con Mine en 2016. La mina de oro, justo al sur de los límites de la ciudad, estuvo en funcionamiento desde 1938 hasta 2003. El marco de la cabeza fue el edificio más alto del NWT hasta octubre de 2016.

Yellowknife se estableció originalmente como un centro de suministro para numerosas minas de oro que operaban en la región a fines de la década de 1930 y principios de la de 1940. La siguiente es una lista de las principales minas, todas las cuales ahora están cerradas. También había minas de tungsteno, tantalio y uranio en las cercanías. La mayoría de las minas en el área de Yellowknife están dentro del Grupo Kam, una parte del cinturón de piedra verde de Yellowknife.

### Transporte

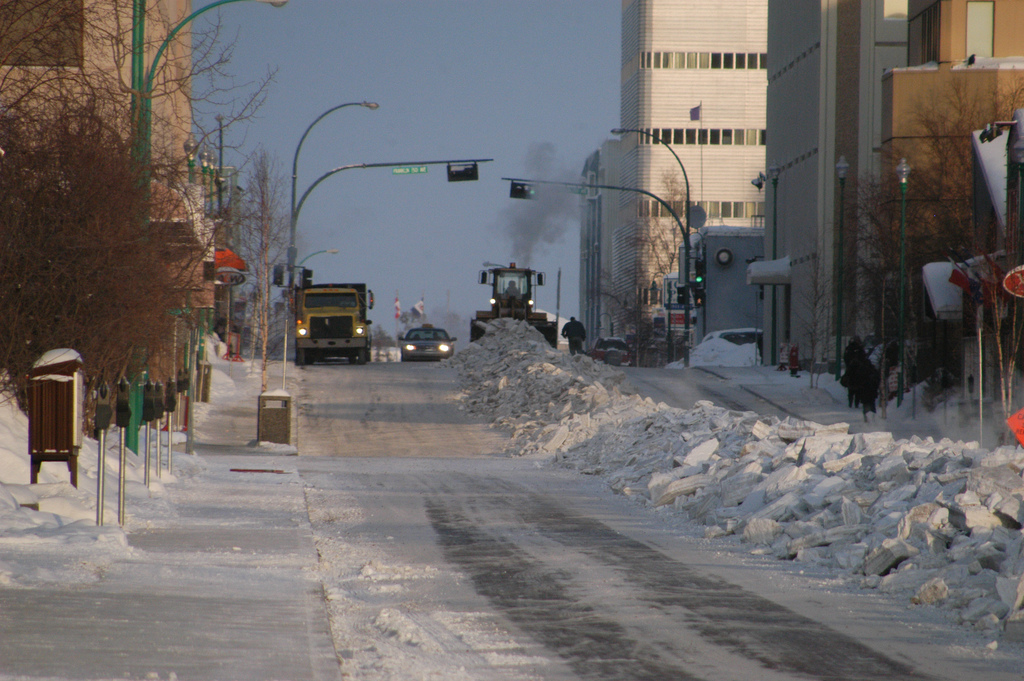
Las condiciones invernales en Yellowknife requieren una retirada regular de la nieve.

Yellowknife, aunque está aislado geográficamente, tiene un sistema de transporte moderno. El aeropuerto de Yellowknife es el aeropuerto más transitado del norte de Canadá, con 70 699 movimientos de aeronaves en 2007 y manejando más de 400 000 pasajeros y 30.000 toneladas de carga al año. Tiene dos pistas de asfalto, una de 2286 m y otra de 1524 m; mientras que el aeropuerto de Yellowknife está clasificado como aeropuerto de entrada por Nav Canada y cuenta con personal de la Agencia de Servicios Fronterizos de Canadá, está certificado solo para aviones de aviación general. El aeropuerto de Yellowknife está designado por la Real Fuerza Aérea Canadiense (RCAF) como una ubicación de operaciones avanzada para el CF-18 Hornet. A pesar de sus pistas más cortas, el aeropuerto todavía puede acomodar 747 y otros aviones de fuselaje ancho para aterrizajes de emergencia. Los servicios de control de tráfico aéreo, el sistema de aterrizaje por instrumentos (Categoría 1) y los servicios de radar son proporcionados por Nav Canada.
Yellowknife Transit es la agencia de transporte público de la ciudad y es el único sistema de transporte en los Territorios del Noroeste.
La construcción de carreteras en Yellowknife es a menudo un desafío debido a la presencia de permafrost que requiere que las carreteras se vuelvan a nivelar y repavimentar cada 10 a 20 años. La mayoría de las carreteras en Yellowknife están pavimentadas y el ancho de las carreteras varía de 9 a 13,5 metros. El departamento de obras públicas de la ciudad de Yellowknife realiza la remoción de nieve de invierno en un horario regular. Los límites de velocidad son de 45 km/h en la mayoría de las carreteras, 30 km/h en zonas escolares, y 70 km/h en las carreteras. Las zonas escolares y las zonas de juegos están vigentes 24 horas por día 7 días por semana. El sistema de carreteras en el NWT es mantenido por el Gobierno de los Territorios del Noroeste. Carretera 4 (Ingraham Trail) y Highway 3 (Yellowknife Highway) pasan por Yellowknife y son carreteras para todo clima. Un camino muy conocido, casi infame, en Yellowknife es Ragged Ass Road, después del cual Tom Cochrane nombró un álbum.
Hasta 2012, Yellowknife no tenía una conexión permanente por carretera con el resto de la red de carreteras de Canadá, ya que Yellowknife Highway dependía, según la temporada, del servicio de ferry o de una carretera de hielo para cruzar el río Mackenzie. Con la finalización del Puente Deh Cho, que se inauguró oficialmente el 30 de noviembre de 2012, la ciudad ahora tiene su primera conexión directa por carretera con el resto del país. Una carretera de hielo todavía en uso conecta Yellowknife con la comunidad vecina de Dettah, 6,5 kilómetros al sureste a través de un brazo del Gran Lago de los Esclavos; o 27 kilómetros conduzca por Ingraham Trail.